# Трафенбрюк
Трафенбрюк (нім. Travenbrück) — громада в Німеччині, розташована в землі Шлезвіг-Гольштейн. Входить до складу району Штормарн. Складова частина об'єднання громад Бад-Ольдесло-Ланд.
Площа — 26,47 км2. Населення становить 1725 ос. (станом на 31 грудня 2020).

## Галерея

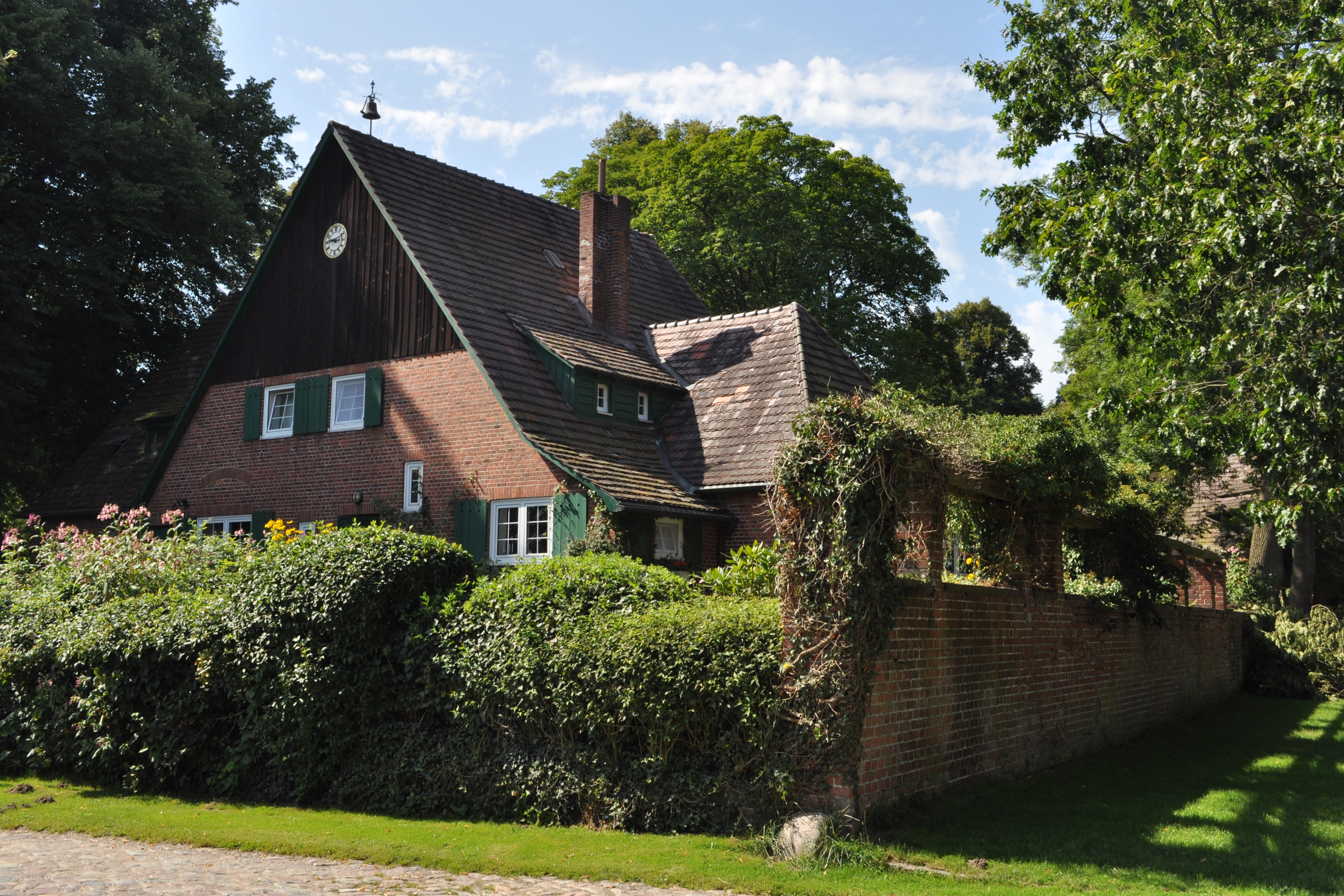